# Мохиндер Суреш
Мохиндер Суреш — персонаж американского фантастического сериала «Герои». Мохиндер Суреш — профессор-генетик из индийского города Мадрас, отправившийся в Нью-Йорк, чтобы расследовать смерть своего отца, Чандры. В ходе расследования он познакомился с людьми, которых его отец отметил как обладающих сверхспособностями. Его кровь содержит антитела, служащие лекарством от редкого генетического заболевания, от которого умерла его сестра Шанти.
В 3-м сезоне выделяет ген, отвечающей за способности героев и создаёт сыворотку, способную обычного человека наделить суперспособностями, причём каждого человека разными. Вводит сыворотку себе и получает способности: суперсилу, ловкость, способность липнуть к стенам и умение плести коконы из паутины или слизи (при этом облик и способности относятся скорее к роду рептилий), однако сыворотка оказалась нестабильной, поэтому его тело начало медленно трансформироваться: покрываться чешуёй и терять кожу. В альтернативном будущем он от этого превратился в подобие паука-монстра, и страшась своей внешности, начал носить сюртук. Работал над усовершенствованной формулой под руководством Артура Петрелли, в чём преуспел благодаря компоненту, отсутствующему в первоначальной формуле. Когда Питер и Флинт Гордон устраивали погром в его лаборатории, случайно пролили на него исправленную формулу, в результате чего его мутация обратилась, и он потерял чешую и все способности кроме суперсилы.
В 4-й серии 4 тома схвачен спецназом Денко и получил приказ вылечить Дафну. Однако оказалось, что это ловушка, из которой его потом вызволила Трейси. Присутствовал при смерти Дафны. Позднее был снова пойман, но вызволен вернувшим себе способности Хиро.

### Герои: Возрождение
Между сериалами его подставили так, как будто он принял на себя организацию террористического акта в Одессе штата Техас.